# Bundelpijler

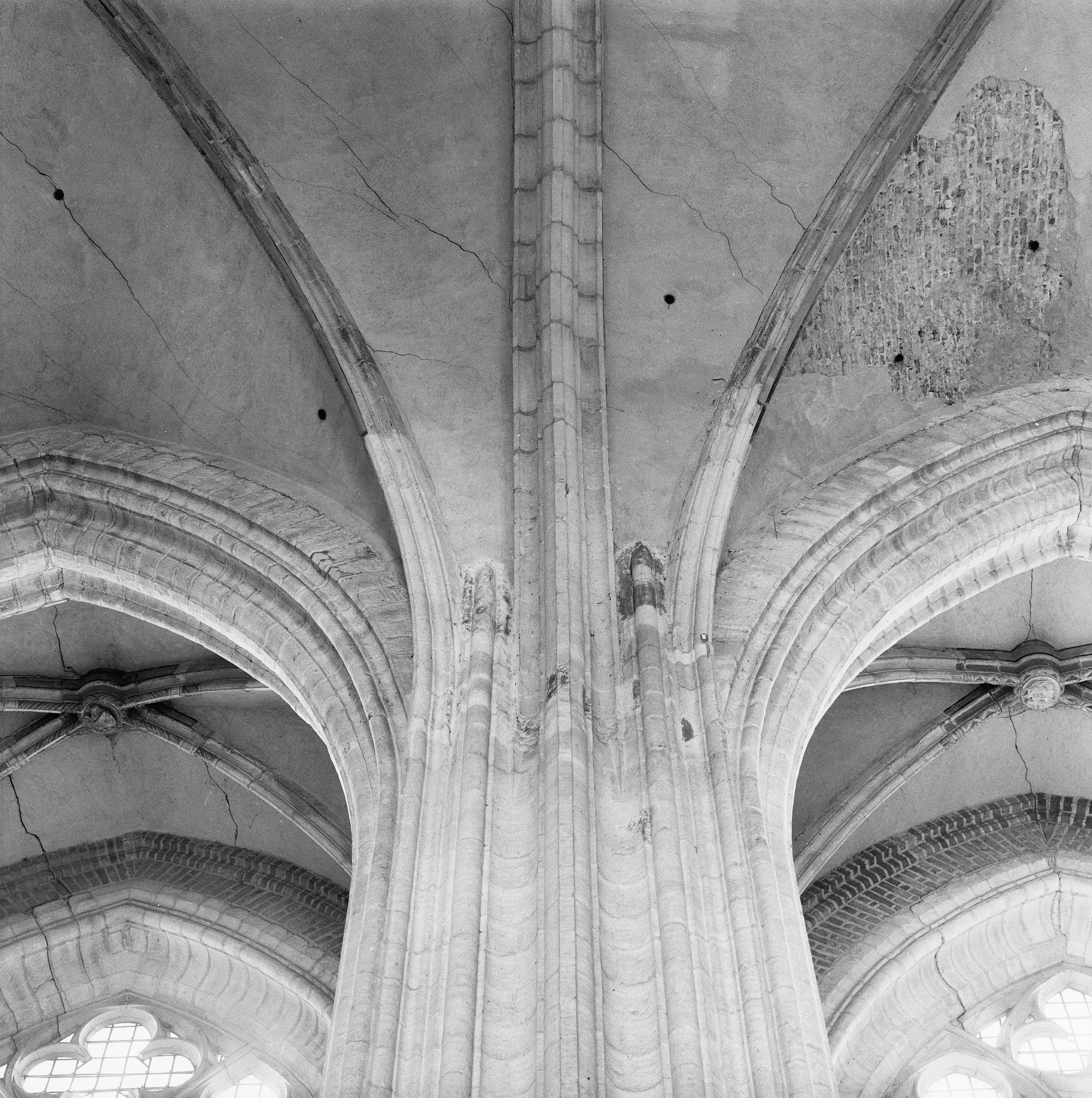
Bundelpijler in de Grote of Onze-Lieve-Vrouwekerk te Dordrecht

Een bundelpijler is een samengestelde pijler of zuil, versierd met halfzuilen, colonnetten of schalken, waardoor de pijler een bloemvormige gelobde doorsnede heeft.
Bundelpijlers werden onder andere toegepast in gotische kerken, waarbij ze de bogen uit verschillende richtingen ondersteunden. De vorm en de dikte van de bundelpijler werd afgestemd op het aantal bouwkundige elementen dat op een pijler uitkwam, zoals scheibogen, gordelbogen en gewelfribben. 